# Al·legoria de la Pau i la felicitat de l'Estat
Al·legoria de la Pau i la felicitat de l'Estat, també anomenada La Pau i la Guerra, és una obra de grans dimensions realitzada en el segle xvii que forma part de la col·lecció de la Biblioteca Museu Víctor Balaguer de Vilanova i la Geltrú.
Com a dada interessant, aquest quadre amaga, dins la seva particular història, una discussió sobre la seva autoria. Sent una de les primeres obres que va formar part del museu, es va registrar en la documentació de la seva entrada com una obra atribuïda al mestre flamenc Jacob Jordaens però, després d'un estudi, l'any 2011, es va determinar que la pintura pertanyia al taller de Rubens i, per tant,la investigació va posar llum a la seva autoria.
A partir de la representació metafòrica, es presenta la idea abstracte de la Pau com a resultat lògic de la justícia i el bon govern i a través dels diversos personatges de la composició l'autor penja d'aquest concepte inicial, la conseqüència de l'abundància i la prosperitat que arriba gràcies a ella.
Després de passar diverses dècades en els magatzems, la darrera fotografia on apareix a la sala és de la dècada del 1930, es va haver de dur a terme una restauració profunda, ja que tenia malmesa la capa pictòrica i gràcies a ella es va poder tornar a exposar en la sala on havia estat originàriament.

## Anàlisi formal

### Temàtica
Aquesta obra és una al·legoria de la Pau. L'exegesi al·legòrica parteix de la suposició que, mitjançant el "dir altrament" poden ser desvelades les idees abstractes i no contingents contingudes en els mites, les quals haurien d'irrompre en la vida quotidiana carregades amb un benèfic contingut ètico-religiós. En altres paraules, l'al·legoria és una figura d'estil que cerca les relacions entre el sentit literal i obvi dels textos i missatges i el sentit profund i "veritable", a fi d'establir pautes de bon comportament per a la vida quotidiana.
Les al·legories en art són representacions d'idees abstractes a partir de personatges o objectes simbòlics. Cada al·legoria – com els sants o les divinitats - té el seu atribut i aquest és el que dona la clau per interpretar-la. En la mitologia clàssica la idea la Pau es va convertir en una abstracció divinitzada i acostumava a ser representada com una noia jove amb una branca d'olivera a la mà i una torxa amb la qual crema les armes utilitzades en combat. L'al·legoria secular de la pau celebra el final d'una guerra i l'abundància és el fruit d'aquesta pau.

### Composició
La pintura presenta una escena al·legòrica sobre la Pau amb un grup d'imatges en composició espiral. En aquest cas la Pau és encarnada per la figura central, coberta amb drapejats blancs i sostenint una fulla de palma que, en diagonal, condueix a l'espectador a la part esquerra del quadre on un amoret o putti, paraula provinent de l'italià, és qui cala foc a les armes per a posar fi al conflicte.
En el centre del punt de fuga hi apareix una enorme cornucòpia des d'on s'aboquen raïms i fruites.
Envolten la Pau tres figures femenines que, segons la tradició clàssica, són la seva mare i les seves dues germanes. Compositivament l'autor també posà èmfasi en el pit, premut probablement per la seva pròpia mare, Temis, pintada amb l'empunyadura d'una espasa sobresortint de l'esquena, fent entrar, amb aquest gest, en el joc de les representativitats les idees de plenitud i prosperitat. Els altres dos personatges són les germanes: Eunòmia, que apareix abraçant el corn de l'abundància, i Dice, que també tragina armes.

### Personatges i iconografia
En aquesta obra s'hi poden identificar diversos personatges. Al centre de la composició, coronada i amb un branquilló d'olivera a la mà, hi és representada Irene (en llatí Pax). En la Grècia clàssica era la personificació de la pau i la riquesa i el 374 aC fou consagrada a Atenes, quan la ciutat decidí rendir-li culte. Es produïa la seva presència quan també hi eren presents el bon govern i la justícia i la seva aparició implicava que la terra donés fruits, els animals es reproduïssin i les dones tinguessin fills.
Al costat esquerre d'Irene s'hi troba Eunòmia, personificació del bon govern i l'ordre. Quan exerceixen el poder les lleis, l'equitat i desapareix la violència els camps riuen i arriba l'esplendor per les ciutats. En aquest cas surt abraçant el corn de l'abundància com a símbol d'aquesta properitat que arriba.
Just a l'altra banda, a la dreta d'Irene, s'hi veu el personatge de Dike (en llatí Astrea), la personificació de la justícia humana. Ella protegeix les empreses nobles dels homes i castiga les que no ho són. En l'obra surt agafant algunes armes també a punt de ser cremades pels amorets.
Totes tres, Irene, Eunòmia i Dice conformen Les Hores (filles de Zeus, sobirà dels déus, i Temis, la seva segona esposa) representant de l'ordre Etern. En segon lloc (Zeus) s'uní amb la brillant Temis, que donà a llum a les Hores: Eunòmia, Dike i la florida Irene. Inicialment eren les tres deesses que controlaven el cicle de les estacions però els autors més tardans, tradició en què es basa l'autor de la pintura, es convertiren en deïtats de la llei i l'ordre. Les tres juntes asseguren l'equilibri social i segueixen i amplien la naturalesa de la seva mare.
A part d'aquests tres personatges situats a primer pla i centrats, també s'hi observen dos altres personatges: Temis i els Amorets. Temis, com s'ha esmentat anteriorment, era la mare de les Hores i, a la vegada, la personificació de la justícia divina. Segons Hesíode era una de les titànides filla de Gea (la terra) i Zeus. En la pintura és dibuixada amb una empunyadura a l'esquena prement el pit d'Irene, realçant d'aquesta manera el símbol de prosperitat del moment. Els últims personatges, els amorets (o putti) eren els angelets que sovint acompanyen les escenes de celebració d'estil barroc.
Finalment, un element a destacar malgrat no ser un personatge pròpiament és la Cornucòpia (en llatí cornu copiae). És un símbol de prosperitat que data del segle V aC. Originalment representaven el corn de la cabra Amaltea, l'animal que amb la seva llet va alimentar Zeus de petit. Zeus, mentre jugava, li va trencar una de les banyes i per compensar-la li va concedir al corn el poder de donar tot el que desitgés al qui el posseïa.
La Pau, doncs, era la conseqüència lògica de la justícia i el bon govern i es lligava amb el concepte de florir i fructificar.

## Discussió de l'autoria
L'obra es va considerar des de l'inici de Jacob Jordaens i apareix així en totes les cartes excepte en una de Joan Oliva cap a Víctor Balaguer, del 27 d'agost de 1890, on surt anomenat com "el quadre de Rubens - Jordaens" i en un article de 1919 que es cataloga com a escola de Rubens. Tanmateix, no va ser fins al 2010 que després d'un exhaustiu estudi amb col·laboració amb especialistes del Museu del Prado, el Centre Rubenianum de Bèlgica, el Museu de Belles Arts de Brussel·les, Anvers i Viena i l'Institut de Recerca de la Haia que van confirmar que la tela no era de Jordaens sinó que sortia de l'òrbita de Rubens.
La investigació, portada a terme durant tres mesos, apuntà definitivament cap a aquesta direcció després que Jahel Sanzsalazar, especialista en pintura flamenca de l'Institut Moll, localitzés un gravat de Rubens publicat per Carl G. Voorhelm Schneevoogt.
| «                                    | (francès) Trois Femmes, ayant assez de rapport avec les trois Grâces; elles ses soutiennent l'une l'autre par les bras. Il y a cinq petits Amours, dont l'un couronne la Femme du milieu. Sans titre et sans nom de peintre ni de graveur. L'estampe est gravée à l'eau-forte dans la manière d'Eynhoudts. dans la collection Teylerienne il y en a un exemplaire sur lequel est écrit: Rubens pinxit | (català) Tres dones com si fossin les tres Gràcies; elles se sostenen l'una a l'altra pel braç. Hi ha cinc amorets, inclòs un que corona la dona del mig. Sense títol ni sense nom del pintor o gravador. El gravat està fet a l'aigua-fort a la manera d'Eynhoudts. A la col·lecció Teylerienne hi ha un exemplar on a sota hi ha escrit: Rubens pinxit | » |
| — Carl G. Voorhelm Schneevoogt, 1873 | | |   |

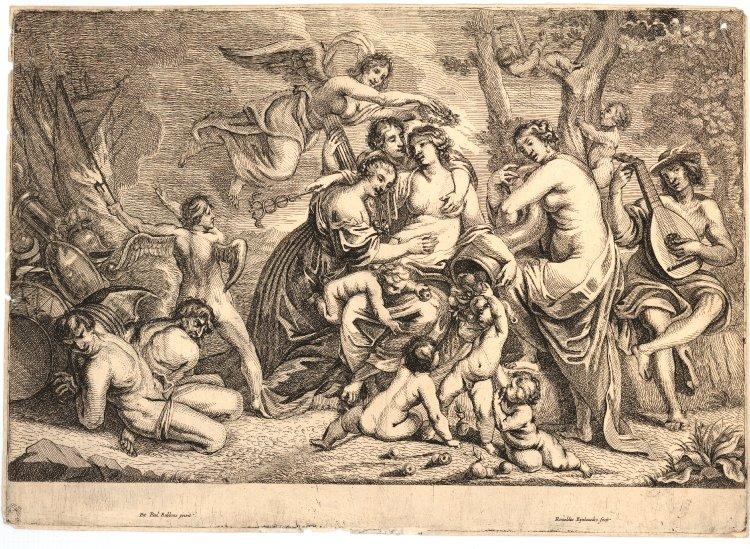
Al·legoria de la Pau i la felicitat de l'Estat, gravat en el qual es creu que està basada l'obra. Fou elaborat per Eynhoudt i porta la inscripció Paul Peter Rubens pinxit. Actualment es troba al Museu Britànic.

La composició, malgrat no ser idèntica, sembla que és la base del quadre. En el gravat, titulat l'al·legoria de la Pau i la felicitat de l'Estat alguns dels personatges, com els querubins o les dones, apareixen a l'inrevés però, tot i aquest detall, conté elements idèntics com el corn de l'abundància, les armes o la posició de la mà sobre el pit d'Irene.
Mirant l'escena es pot observar que les fesomies de les figures femenines presenten certa similitud amb les que realitzava Peter Paul Rubens (1577-1640) prenent com a model la seva segona esposa, Helena Fourment, que tenia només setze anys quan van contraure matrimoni. Amb aquella edat, Helena encarnava perfectament el seu ideal de bellesa del pintor.
Seguint les petjades d'aquest gravat es troba, per exemple, un cobre fet per Víctor Wolfvoet, que es troba al Museu san Carlos de Mèxic, i que segueix la mateixa composició.
Jahel Sanzsalazar també apuntava cap a Hoecke com a pintor de l'òrbita de Rubens. Per a comparar-los va escollir dues obres, Hèrcules entre el vici i la virtut (que es troba en els Uffizi de Florència) i Encontre de Jacob i Esaú (Stedelijk Museum de Bruixes), on l'especialista hi troba semblances, per exemple, en els rostres.
La manca de signatura a la tela, de datació o informació en el bastidor dificulta una afirmació absoluta sobre el tema i, per tant, la millor catalogació seria "seguidor de Rubens".

## Història

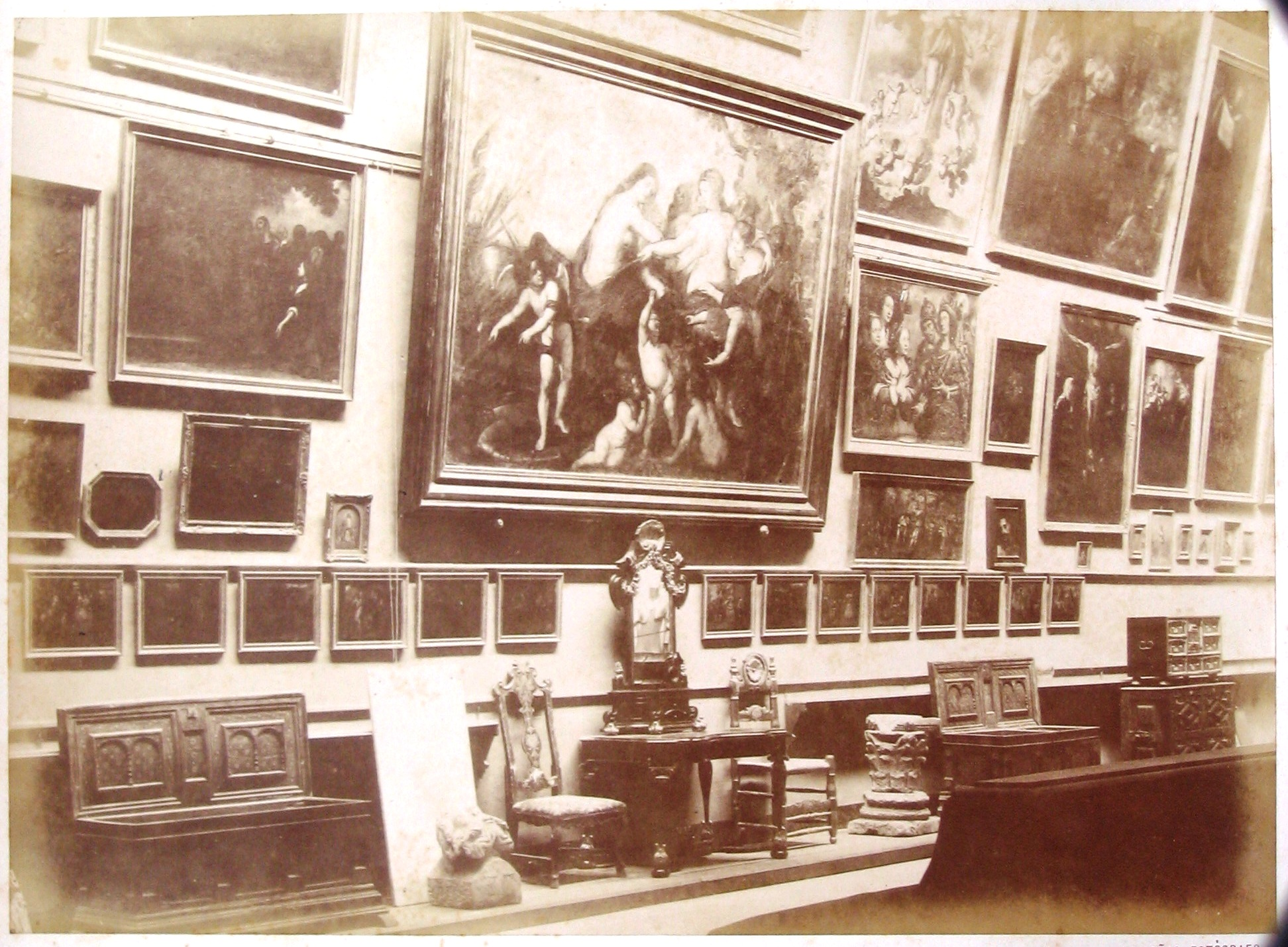
Fotografia de la pinacoteca on es pot observar el quadre penjat en un lloc destacat i amb el seu marc original.

L'obra fou una de les primeres que va entrar a formar part de la col·lecció de la Biblioteca Museu Víctor Balaguer (Vilanova i la Geltrú) i ho feu de la mà de Ramon Estruch, després de declinar la invitació que havia rebut en una carta pública de Víctor Balaguer perquè fos membre fundador de la institució museística que volia crear. Ingressant amb data 1 de novembre de 1884 amb el número d'inventari 1074 la pintura estigué exposada al Museu des de la inauguració de la institució, l'any 1884, i com a agraïment la Junta de Patrons encarregà al pintor Josep Parera la realització d'un retrat d'ell que també s'exposà al Museu.
En totes les fotografies de l'època apareix en un lloc destacat de la pinacoteca fins que aproximadament cap a la dècada de 1930 es va despenjar.
Com a exposició rellevant hi destaca La Pau i la Guerra de Jacob Jordaens. Història d'un quadre, el 2011, després de ser restaurada el 2010, i va servir de marc per dur a terme un estudi sobre la seva autoria.

### Restauració
L'estat de conservació de l'obra actualment és bo. Tanmateix, durant anys va romandre als magatzems a causa del seu estat, ja que no reunia les condicions òptimes per ser exposada.
El 2010 l'obra va ser inclosa dins del programa de subvencions del departament de Cultura de la Generalitat de Catalunya. El procés de conservació - restauració del quadre es va dur a terme a les instal·lacions del Centre de Restauració de Béns Mobles de la Generalitat (CRBMC) ubicat a Valldoreix i la supervisió dels treballs foren a càrrec de Mia Marsé, responsable del departament de restauració de pintura sobre tela.

#### Estat de conservació anterior a la restauració

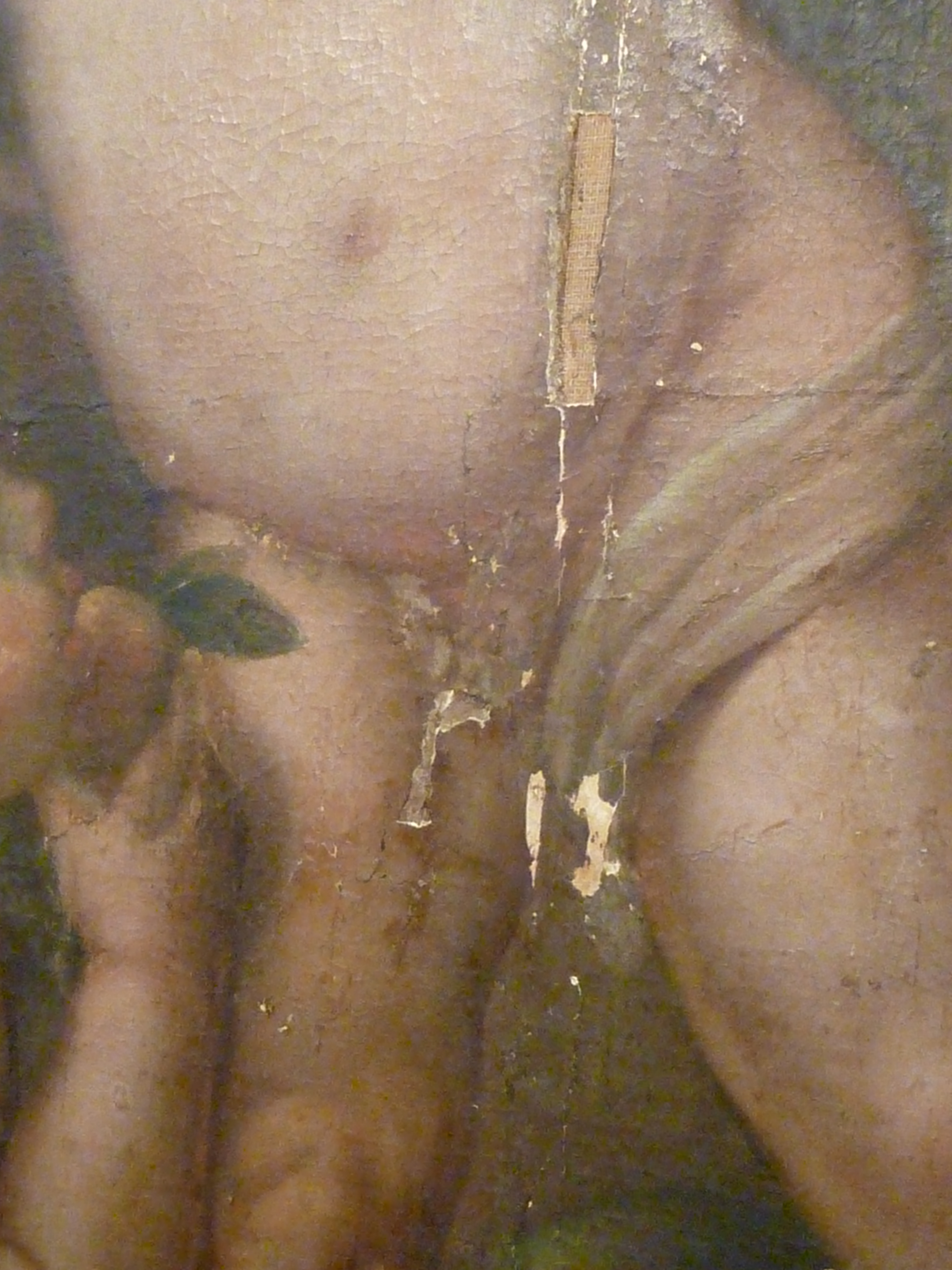
Detall de l'amoret del quadre Al·legoria de la Pau i la felicitat de l'Estat abans de la restauració

En el primer estudi ocular que van fer els professionals a l'obra varen intuir que havia estat restaurada anteriorment. L'existència de repintats i massilles afegides, així com un reentelatge (tècnica de restauració de pintura sobre tela que consisteix en l'adhesió d'una tela nova -prèviament preparada - a l'original amb l'objectiu de donar-li consistència) indicaven que el quadre ja havia estat intervingut. Pel tipus de material emprat i la qualitat d'aquests es pensa que la restauració va tenir lloc probablement dins del segon terç del segle xx.
L'anàlisi fisicoquímica determinà que la tela original és de lli i l'afegida podria ser jute i el suport no presenta arrugues ni deformacions.
La capa pictòrica és una pintura a l'oli, llisa i sense textura, amb poc gruix sobre una capa amb base de cola animal.
Segons mostren les fotografies d'arxiu, originàriament el quadre portava un gran marc de fusta amb motllura però en el moment d'iniciar la restauració només tenia un llistó perimetral de fusta de 3cm d'amplada que es trobava trencat. Es va deduir que la seva funció, més que estètica, era protegir el perímetre del quadre de possibles impactes.

#### Proves prèvies a la restauració
En el cas concret del quadre de l'Al·legoria de la Pau i la felicitat de l'Estat es dugueren a terme diverses proves per a l'estudi previ a la restauració, per exemple, fotografies ultraviolades (UV). Es tracta d'una tècnica d'examen mitjançant la fotografia de fluorescència dels objectes exposats a radiacions ultravioletes. La imatge s'obté exposant l'objecte a la il·luminació d'una làmpada de llum negra en una cambra fosca i col·locant un filtre a la càmera que deixa passar únicament els raigs visibles i no els UV. Les fotografies UV realitzades en aquest quadre van confirmar que l'obra havia estat molt intervingut i amb elles es poden veure la gran quantitat de repintats i massilles afegides.
Com a prova prèvia també s'utilitzà la reflectografia d'infraroig (RIR). Les radiacions infraroges aplicades a materials permeten veure els estrats subjacents de les capes pictòriques. Una càmera sensible processa la radiació reflectida per l'objecte i s'obté un mosaic d'imatges. Té una penetració menor que els raig X, però es poden descobrir detalls del dibuix preparatori, complementa la imatge radiogràfica i permet veure els processos de creació o detalls ocults, com per exemple inscripcions o firmes.
Aquesta tècnica es va realitzar a mig procés de restauració per tal d'esbrinar si existia algun dibuix per sota de la pintura original, ja que durant la neteja s'havia deixat entreveure alguna mena de capa pictòrica sota que feia pensar en l'existència de penediments. Tot i aquesta sospita la reflectografia no va aportar cap dada destacada.
La prova de la radiografia (RX) sí que aportà alguna dada. Una radiografia s'aconsegueix amb el pas dels raigs X a través de l'obra. S'obté una imatge que mostra l'estructura i totes les capes de la tela. La fotografia per transparència de l'objecte i del que es troba en el seu interior es basa amb la diferència de radiopacitat, és a dir, les diverses intensitats que apareixen segons la capacitat que tenen els materials d'absorbir les radiacions. Així doncs, la radiografia permet determinar l'estat del suport (galeries d'insectes, claus, travessers, sistemes d'unió de les taules...), detectar en la capa pictòrica la tècnica d'execució, penediments, modificacions, clivellats o, fins i tot, pintures subjacents.
Les radiografies realitzades al quadre La Pau i la Guerra van permetre observar detalls impossibles d'apreciar a simple vista com un penediment a la mà esquerra de la dona que porta el corn de l'abundància o fer evidents tots els claus existents a l'interior del bastidor que subjectava la tela.

#### Procés de restauració

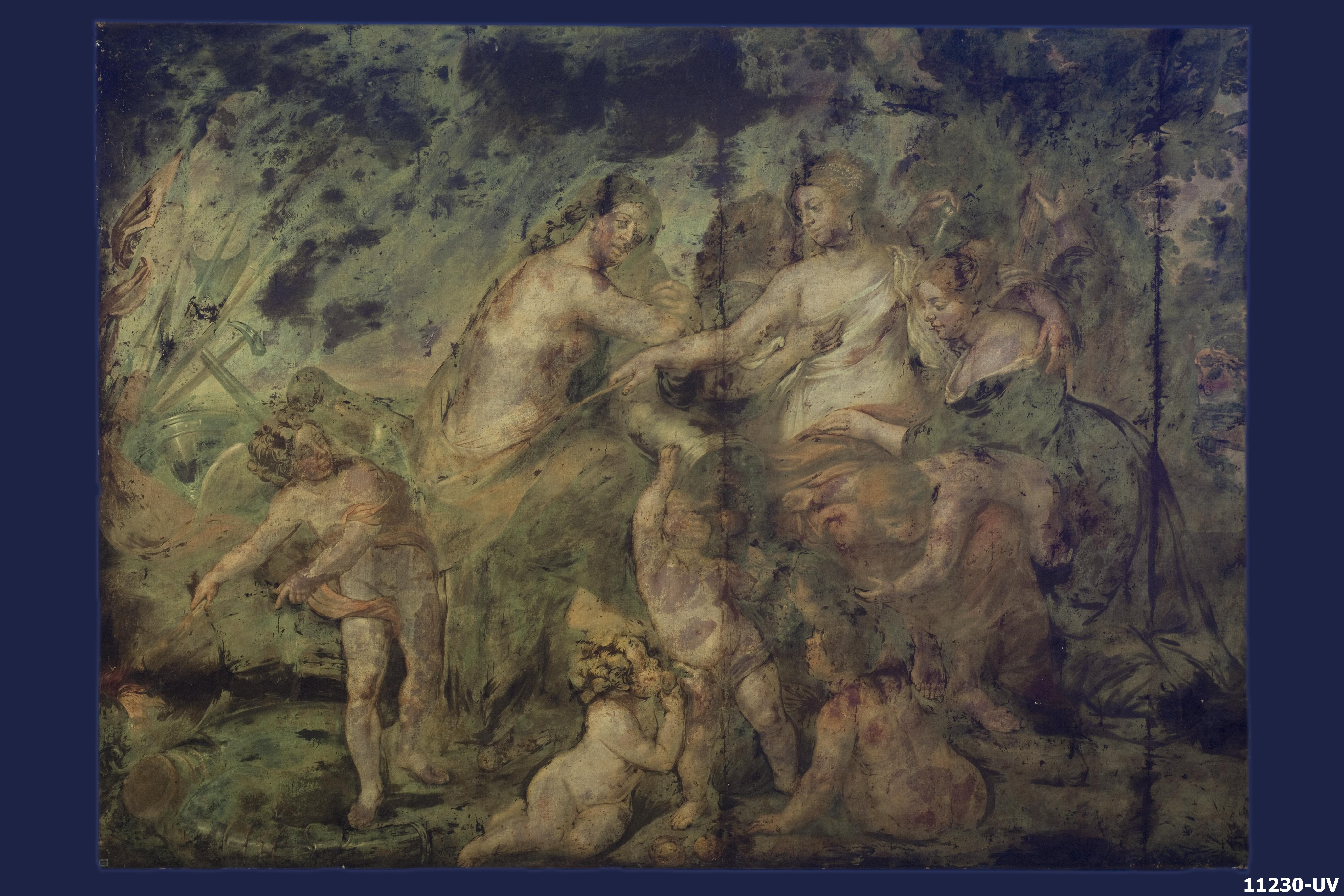
Fotografia de raigs ultraviolats.

L'ordre dels processos de restauració pot variar en cada obra. En aquesta ocasió, per exemple, es va començar per la neteja del quadre, ja que no hi havia perill de despreniment de policromia. Per fer-ho es va realitzar una primera eliminació de brutícia per tal d'acabar amb la pols superficial, tant per l'anvers com el revers de l'obra. Un cop realitzada l'eliminació mecànica de la brutícia més superficial es va aprofitar per fer el test de neteja aquosa amb els buffers, una solució aquosa a la qual se li ha controlat el pH.
Les massilles aplicades en la restauració anterior tenien més gruix que l'original i algunes d'elles s'estaven aixecant. Per aquest motiu, es va decidir eliminar les massilles i els empelts. Per fer-ho es va decidir seguir un criteri selectiu, ja que el quadre, proporcionalment, tenia un tant per cent elevat de massilles noves i era pràcticament inviable retirar-les totalment. L'acció de treure-les es va fer de forma selectiva estovant-les de forma controlada amb aigua calenta i retirant-les manualment amb l'ajuda d'un bisturí. Aprofitant aquesta operació també es van eliminar els empelts de tela que hi havia sota les massilles, que no feien res més que accentuar el seu gruix i provocar els aixecaments.
En aquesta ocasió també es va haver de procedir a la fixació de la capa pictòrica. Es tracta d'una operació que s'acostuma a efectuar en petites àrees en les quals s'ha produït un despreniment. En el quadre La Pau i la guerra les zones amb la capa pictòrica original aixecada es varen fixar amb injeccions de cola de conill dissolta amb aigua. Perquè la cola penetrés i s'expandís millor es va utilitzar una minitaula de succió, la qual es va desmuntar i adaptar a una estructura metàl·lica per a poder aplicar l'escalfor en vertical pel revers del quadre.
Un tractament aparentment senzill com pot ser l'envernissat influeix de manera directa sobre l'aspecte de l'obra, ja que és un estrat molt evident. Els vernissos aïllen la pintura de la brutícia i de l'abrasió en la neteja i la protegeixen d'elements com la radiació o la humitat.
En aquesta pintura, es van realitzar tres envernissades, dues en finalitzar la neteja i la tercera després del procés de massillat.
Després de l'envernissat es va procedir a la reintegració volumètrica i massillat de les llacunes. Per tal d'anivellar les pèrdues de capa pictòrica i les zones on es retiraren les massilles i els empelts afegits es van massillar les llacunes amb estuc tradicional preparat a base de cola de conill. A les llacunes més grans es van col·locar empelts de tela de lli de poc gruix preparats amb massilla per a no afegir més estuc del necessari i córrer el risc que es clivellés. L'existència de buits suposa la interrupció del teixit compositiu dificultant l'observació de l'espectador i enlletgint l'obra.
Un cop va ser feta la reintegració volumètrica es va passar a la reintegració pictòrica. En aquest cas les llacunes massillades més grosses es van reintegrar amb una tinta neutra feta amb aquarel·la després de la tercera envernissada. El criteri seguit fou il·lusionista per a crear una sensació de continuïtat pictòrica.
Quasi al final es va protegir el revers del quadre per evitar possibles impactes. També, per a preservar-lo de partícules de pols que es dipositen entre la tela i el bastidor de l'obra, es va col·locar un teixit barrera químicament neutre. El concepte de protecció del revers com a part de la intervenció de restauració és recent i han resultat molt importants per a la prevenció i conservació de les obres d'elements externs.
Finalment, en la proposta de restauració s'aconsellà instal·lar un nou marc per tal de magnificar l'obra i, al mateix temps, protegir-la físicament de possibles impactes. Gràcies a la col·laboració de l'Associació d'amics del Museu Víctor Balaguer es va aconseguir fer un marc de fusta a mida (2 metres d'alçada per 3 d'ample).